# Wirges
Wirges település Németországban, Rajna-vidék-Pfalz tartományban. Lakosainak száma 5703 fő (2023. december 31.).

## Népesség
A település népességének változása:
| Lakosok száma | 5090 | 5345 | 5341 | 5525 | 5641 | 5703 |
|               | 1975 | 2017 | 2019 | 2021 | 2022 | 2023 |